# Ретинг

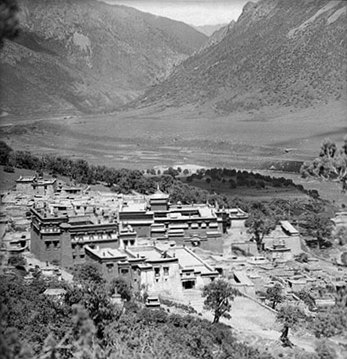
Монастырь Ретинг в 1950 году до его разрушения. Главный храм и молельный зал находятся в центре комплекса и увенчаны золоченой крышей.
Фото Хью Эдварда Ричардсона.

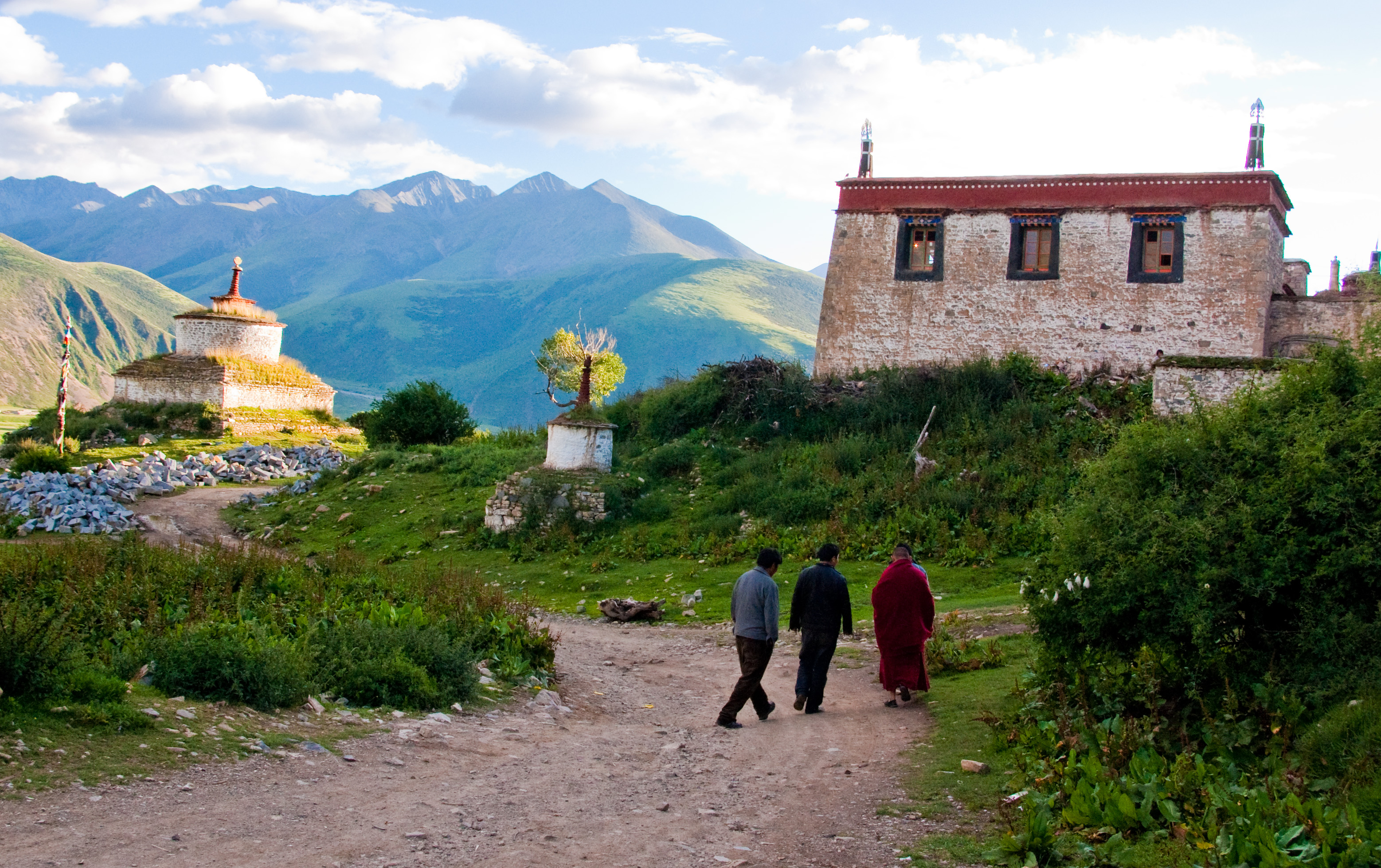
Монастырь Ретинг

Ретинг　(тиб. རྭ་སྒྲེང་དགོན།, вайли: rwa sgreng dgon pa, кит. трад. 熱振寺, упр. 热振寺, пиньинь Rèzhèn Sì, палл. Жэчжэнь Сы) — исторически важный буддийский монастырь, расположен в уезде Лхюнджуб Лхасы, в Тибетском автономном районе Китая.
Монастырь Ретинг был основан главным учеником Атиши, Дромтонпой в 1056 году в долине Ретинг Цампо к северу от Лхасы как школа Кадам. Это был первый крупный монастырь Сармы.
Во времена Цонкапы, реформированная школа Кадампа стала известна как Гелугпа, и монастырь Ретинг стал важным монастырём этой школы, а его настоятель получил почётный титул «Ретинг Ринпоче» (тиб. རྭ་སྒྲེང་རིན་པོ་ཆེ, Вайли rwa-sgreng rin-po-che). Исторически сложилось так, что именно Ретинг Ринпоче нередко занимался поисками и определением новой реинкарнации Далай-ламы.
Ретинг Ринпоче в своё время отвечал за поиск XIV-го Далай-ламы. Ретинг Ринпоче на период несовершеннолетия Далай-ламы был в числе кандидатов на пост регента. Таким образом, Ретинг Ринпоче был регентом между 1845 и 1855 годами и затем вновь с 1933 по 1947 годы. Последний регент, пятый Ретинг Ринпоче, занимался поиском нынешнего Далай-ламы и стал его старшим преподавателем. Позже, отрёкшийся от своего положения, он был признан виновным в сговоре с китайским руководством, и умер в тюрьме в 1947 году. По другой версии, причиной тюремного заключения регента Ретинга стало нарушение им монашеских обетов, в частности — обета безбрачия.
Шестой Ретинг Ринпоче умер в 1997 году. В январе 2001 года стало известно, что была найдена новая инкарнация седьмого Ретинга Ринпоче, на второй день пребывания Гьялва Кармапы в Индии. Монастырь Ретинг был полностью опустошён Красной гвардией во время Культурной революции, и после этого был лишь частично восстановлен.

## Список Ретингов Ринпоче
1. Нгаванг Чокден (1677—1751)
2. Лобсанг Еше Тенпа (1759—1815)
3. Нгаванг Еше Цултрим Гьялцен (1816—1863)
4. Нгаванг Лобсанг Еше Тенпай Гьялцен (1867—1910)
5. Тубтен Джампэл Еше Гьялцен (1910—1947)
6. Тензин Джигме Тутоб Вангчук (1948—1997)
7. Лодро Гьятсо Тринли Лхондруп (с 2000 года), не признан тибетским правительством в изгнании